# Стефан Орешков
Стефан Дянков Орешков, Шипкалийчето, Шипчанчето е български хайдутин, четник в четите на Филип Тотю войвода и на Хаджи Димитър и Стефан Караджа.

## Биография
Стефан Орешков е родом от село Шипка или град Казанлък. Поради тежките условия на живот в родния му край минава във Влашко и живее с хъшовете. Участва в похода на четата на Филип Тотю от 1867 г. и е един от малцината оцелели след тежките сражения на тази чета. На следващата година минава от Сърбия във Влашко и влиза в четата на Хаджи Димитър и Стефан Караджа, като участва във всичките ѝ сражения, но е предаден от братовчед си, заловен в с. Шипка на 17 юли 1868 година и обесен в Казанлък заедно с Христо Янъков на тогавашния казанлъшки площад „Кюл боклук“.
До трагичната гибел на хайдутина се стига поради саможертвата, която той прави, за да спаси живота на по-младия от него шипкалия Христо Патрев, като пред съда поема цялата отговорност върху себе си. Поетът Кънчо Стоянов пише:
| „ | Орешков вдигнал утомлена глава, изгледал насъбралите се хора и се обърнал към турците: С моето обесване няма да се свършат българите. И запомнете думите ми добре: вашето царство подир пет-десет години ще падне и ние ще бъдем свободни. | “ |

## Памет
След реставрация в град Казанлък близо до мястото, където се е намирало бесилото, пред хотел „Казанлък“ има малка паметна плоча от признателните казанлъчани с текст: „В памет на Хаджидимитровите четници Христо Милев (Янака) от Казанлък и Стефан Дянков Орешков от Шипка, загинали през 1868 година и падналите опълченци. От признателните граждани на Казанлък, 2005 година“.